# Stickstoff-Fehlstellen-Zentrum
Das Stickstoff-Fehlstellen-Zentrum ist einer von über 100 bekannten Defekten im Diamantgitter. Bei diesen Defekten handelt es sich um Verunreinigungen des reinen Kohlenstoffgitters des Diamanten. Es ist einer der prominentesten Kandidaten für einen Einsatz als Emitter in einer festkörper-basierten Einzelphotonenquelle bei Raumtemperatur. Mögliche Anwendungen solcher Quellen liegen in der Quantenkryptografie und in Quantencomputer-Systemen. Das Stickstoff-Fehlstellenzentrum wird auch als NV-Zentrum bezeichnet (engl.: nitrogen-vacancy center).

## Struktur des NV-Zentrums

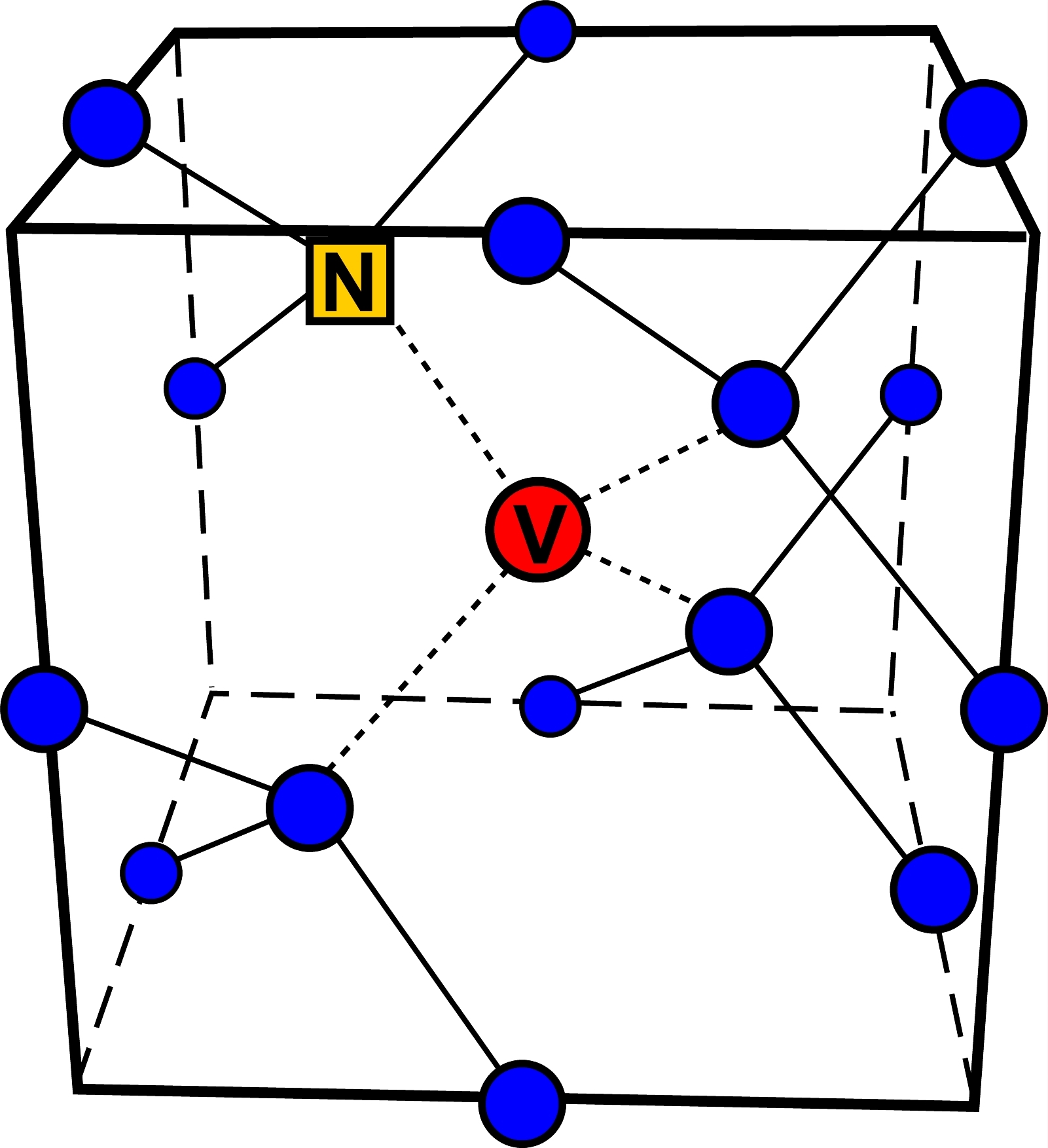
Strukturskizze eines Stickstoff-(N)-Fehlstellen-(V)-Zentrums. Kohlenstoffatome sind blau dargestellt.

Sowohl der natürliche als auch der synthetische Diamant bestehen ideal nur aus Kohlenstoffatomen (vgl. Diamantstruktur). Jedoch ist real auf atomarer Ebene immer mit Verunreinigungen dieser idealen Struktur zu rechnen. Diamant lässt sich in Klassen geordnet nach dem Grad dieser Verunreinigung klassifizieren. Eine wichtige Klasse ist dabei Diamant des Typs Ib. Hier liegt der Stickstoff nicht in Agglomerationen vor, sondern ist gleichmäßig auf substitutionelle Gitterplätze verteilt. Daher sind auch stickstoffbasierte Defekte vorherrschend und die zurzeit (Stand: Januar 2010) am besten untersuchten Defekte.
Das NV-Zentrum ist unter diesen Defekten eines der viel versprechendsten für Anwendungen als Emitter einzelner Photonen. Es handelt sich bei diesem Zentrum um eine Komplexbildung aus einem einzelnen Stickstoff-Atom in Verbindung mit einer Nächster-Nachbar-Fehlstelle des Kohlenstoffgitters des Diamanten. Anstelle der zwei natürlich vorliegenden benachbarten Kohlenstoff-Atome im Gitter, liegt demnach beim NV-Zentrum an jeweils der Position eines Kohlenstoff-Atoms ein Stickstoff-Atom und an einer weiteren nahen Position gar kein Atom vor. Zusammen bilden diese beiden Positionen im Diamantgitter den Defekt – das NV-Zentrum.

## Ladung des NV-Zentrums

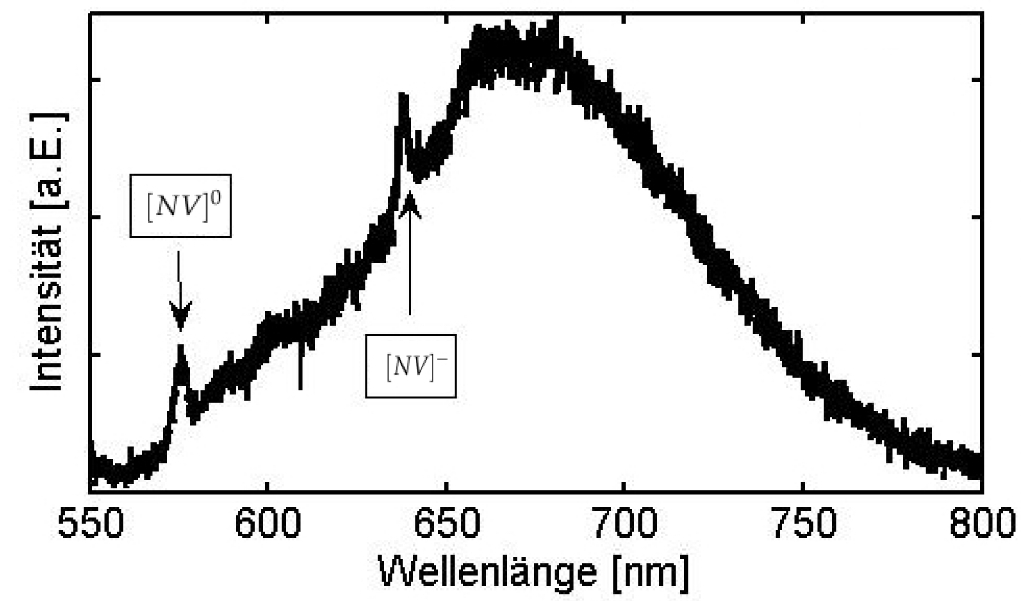
Spektroskopische Untersuchung: Fluoreszenzaufnahme eines NV-Zentrums in Diamant. Zu erkennen sind die beiden Ladungszustände des Zentrums.

Der Stickstoff des NV-Zentrums ist maßgeblich für die elektronische Struktur des Defektzentrums und dadurch auch für das optische Spektrum bestimmend. Jedoch zeigten spektroskopische Untersuchungen des NV-Zentrums das Vorliegen von zwei verschiedenen NV-Zentren unterschiedlicher Ladungszustände (siehe Abb. rechts). Eine genaue Erklärung der Ladung wird dabei über eine detailliertere Betrachtung der atomaren Bindungszustände im Defektzentrum versucht. Wird der Defekt unter Einbezug des Stickstoffatoms und der Fehlstelle mit einem reinen Diamantgitter verglichen, führt dies zu nicht besetzten Bindungen. Dies sind die drei Bindungen an die umgebenden Kohlenstoffatome und zwei Bindungselektronen beim Stickstoffatom. Es ergibt sich somit eine Summe von 5 Elektronen. Aus Elektronenspinresonanz-Experimenten ist jedoch bekannt, dass das NV-Zentrum eine gerade Anzahl an Elektronen, einen Spin von {\displaystyle S=1}, besitzen muss. Diese Problematik der unterschiedlichen Anzahl der Elektronen ist noch nicht endgültig geklärt. Es wird jedoch als Arbeitsmodell des NV-Zentrums ein Modell mit 6 Elektronen herangezogen, wobei das fehlende Elektron aus dem umgebenden Gitter stammen könnte. Dies hat zur Folge, dass das NV-Zentrum eine negative Ladung annimmt. In einem solchen Fall wird vom {\displaystyle [NV]^{-}}-Zentrum gesprochen und es handelt sich um den am häufigsten vorliegenden Ladungszustand des NV-Zentrums. Der weitere Ladungszustand des NV-Zentrums wird als ungeladenes {\displaystyle [NV]^{0}}-Zentrum bezeichnet. Das Auftreten dieses {\displaystyle [NV]^{0}}-Zentrums kann darauf zurückgeführt werden, dass der angesprochene Elektronendonator, welcher das für das negativ geladene {\displaystyle [NV]^{-}}-Zentrum benötigte Elektron liefert, nicht in der Nähe des Zentrums vorhanden ist. Üblicherweise, aber streng genommen inkorrekt, wird das {\displaystyle [NV]^{-}}-Zentrum gemeinhin als NV-Zentrum bezeichnet, ohne auf die unterschiedlichen Ladungszustände einzugehen.

## Zustandsmodell des NV-Zentrums
Als einfachstes elektronisches Modell kann für das NV-Zentrum ein 3-Niveau-System angeführt werden, also ein System, welches aus drei verschiedenen elektronischen Zuständen besteht. Dabei gibt es einen Grundzustand {\displaystyle ^{3}A} und einen angeregten Zustand {\displaystyle ^{3}E} und einen weiteren energetisch zwischen diesen liegenden Zustand {\displaystyle ^{1}A}. Für das NV-Zentrum kann aus den Strukturbetrachtungen gefolgert werden, dass es sich beim Grundzustand um einen Triplett-Zustand handelt. Durch Messungen der Lebensdauer des Zentrums kann auch der angeregte Zustand als Triplett-Zustand festgelegt werden. Bei dem dritten Zustand wird von einem metastabilen Singulett-Zustand ausgegangen. Aus Untersuchungen des NV-Zentrums im infraroten Spektralbereich kann auf das zusätzliche Vorhandensein dieses Singulettzustandes geschlossen werden und er kann energetisch zwischen dem Grundzustand und dem angeregten Zustand eingegrenzt werden. Genauere Kenntnis von diesem metastabilen Zustand ist zurzeit jedoch nicht vorhanden.

## Optische Eigenschaften und Detektion

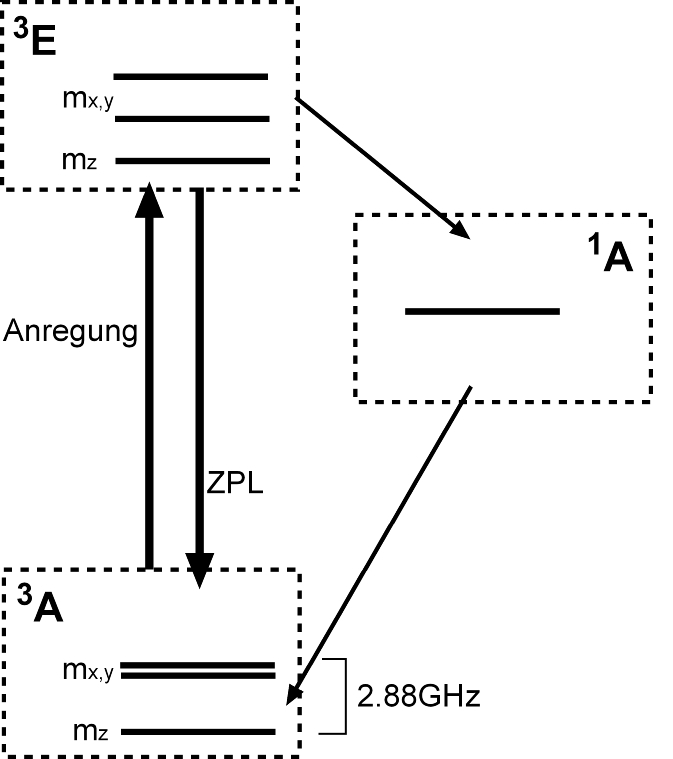
Energiediagramm des 3-Niveau-Systems des NV-Zentrums: bezeichnet den Grundzustand, bezeichnet den angeregten Zustand und den metastabilen Singulettzustand. bezeichnet die Spinunterzustände der unterschiedlichen Tripletniveaus. ZPL ist die Null-Phononen-Linie.

Der Nachweis des Vorliegens von NV-Zentren kann mit vergleichsweise einfachen Mitteln bewerkstelligt werden. Für rein spektroskopische Untersuchungen können standardisierte Komponenten der Mikroskopie verwendet werden. Hierbei ist ein Objektiv mit ausreichendem Vergrößerungsfaktor ab 60 und einer hohen numerischen Apertur ab 0,4 das wichtigste Bauelement in einem solchen Experiment. Somit ist über Photolumineszenz-Untersuchungen am NV-Zentrum der einfachste Nachweis gegeben.
In der nebenstehenden Abbildung ist vereinfacht das 3-Niveau-System gezeigt. In dieser Abbildung bezeichnet die Zahl 3 an den Zuständen {\displaystyle ^{3}A} und {\displaystyle ^{3}E} die Zahl der erlaubten Spinzustände {\displaystyle m_{s}}. Die Spinmultiplizität kann hierbei Werte von insgesamt {\displaystyle 2S+1} annehmen. Geht man wie oben beschrieben von {\displaystyle S=1} für das Modell des NV-Zentrums aus, so ergibt sich eine Anzahl von 3 möglichen Spinzuständen. {\displaystyle m_{i}} kann Werte von {\displaystyle [-1,0,+1]} annehmen. Dies führt zu einer Zeeman-Aufspaltung der Emissionslinie, die z. B. über ein ODMR- oder ESR-Verfahren nachgewiesen werden kann. Eine analoge Betrachtung gilt für den Singletzustand {\displaystyle ^{1}A}, wobei dieser bisher nie im Experiment direkt beobachtet worden ist. Die Pfeile verdeutlichen die Anregungs- und Zerfallskanäle an diesem System. Ohne das Vorliegen eines separaten Magnetfeldes wie in ODMR-Untersuchungen ist jedoch nur mit einer Aufspaltung in zwei Zustände zu rechnen. Im einen Fall liegt der Spin der Elektronen parallel mit {\displaystyle m_{i}=-1{,}1} und im anderen Fall antiparallel mit {\displaystyle m_{i}=0} vor. Die Aufspaltung des Grundzustandes in dieser Konfiguration beträgt 2,88 GHz zwischen den beiden Zuständen.
Der Übergang {\displaystyle ^{3}A} zu {\displaystyle ^{3}E} des {\displaystyle [NV]^{-}}-Zentrums kann neben einer resonanten Anregung auch durch Anregung in höhere Niveaus und eine anschließende schnelle Relaxion in das {\displaystyle ^{3}E}-Niveau angeregt werden. Dies kann zum Beispiel durch Beleuchtung mittels verschiedener Lasersysteme erreicht werden. Durch das Zurückfallen des Systems in den Grundzustand wird nach der Anregung ein Photon emittiert. Hierbei ist die energetische Differenz der beiden Energieniveaus von {\displaystyle 1{,}945\,\mathrm {eV} }, respektive der Wellenlänge von {\displaystyle 638\,\mathrm {nm} }, ausschlaggebend für die Frequenz des emittierten Photons. Dies gilt für beliebige Niveaus nach:
{\displaystyle \lambda ={\frac {h\,c}{E_{2}-E_{1}}}},
wobei {\displaystyle h} die Planck-Konstante, {\displaystyle c} die Lichtgeschwindigkeit und {\displaystyle E_{2}-E_{1}} die angesprochene Energiedifferenz ist. Die Emission dieses Übergangs bei 638 nm wird auch als die Null-Phononen-Linie bezeichnet und lässt eine eindeutige optische Charakterisierung des NV-Zentrums zu. Die Null-Phononen-Linie entsteht beim Übergang des NV-Zentrums ohne Wechselwirkung mit den Phononen der umgebenden Diamantmatrix. Da aber die Energie eines Phonons in einer Festkörpermatrix typischerweise zwischen 10 und 1000 cm−1 (1,25 bis 125 meV) liegt, hat die thermische Bewegung bei Raumtemperatur mit {\displaystyle kT=300\;{\text{cm}}^{-1}} (39 meV) genug Energie, um eine Vielzahl von Phononen anzuregen. Hieraus folgt, dass die Phononen an einem elektronischen Übergang beteiligt sein können. Bei Raumtemperatur kann aus diesem Grund die exakte Energie des betrachteten Übergangs nicht vorhergesagt werden und es entsteht eine homogene Verbreiterung der Spektrallinien. Dies kann so weit führen, dass keine getrennte Auflösung der Linie mehr möglich ist. Der Zerfallskanal über den {\displaystyle ^{1}A} Singletzustand ist nicht spinerhaltend und kann zu einer signifikanten Verringerung der Emission aus dem NV-Zentrum führen. Für das {\displaystyle [NV]^{0}}-Zentrum kann eine analoge Betrachtung angeführt werden, die Null-Phononen-Linie liegt bei diesem bei {\displaystyle 575\;{\text{nm}}}. Eine eindeutige Unterscheidung der vorliegenden Ladungszustände ist somit anhand der Detektion der charakteristischen Null-Phononen-Linie möglich.

## Nicht klassisches Verhalten der Emission
Einer der wesentlichen Vorteile des NV-Zentrums ist über die Idealisierung als 2-Niveau-System zu verstehen. Wird das NV-Zentrum optisch angeregt, so kann es ein Photon abgeben. Jedoch ist dies solange nicht mehr möglich, bis eine erneute Anregung stattgefunden hat, da sich das System erst wieder vom Grundzustand zum angeregten Zustand bewegen muss, bevor erneut ein Photon emittiert werden kann. In der Quantenmechanik wird eine Emission dieser Art über Fock-Zustände der Photonen beschrieben. Die Photonenstatistik folgt einer Sub-Poisson-Verteilung. Dies bedeutet, dass jedes einzeln emittierte Photon nur isoliert vorliegen kann. Bei einer thermischen Lichtquelle werden zum Beispiel auch zu einem gleichen Zeitpunkt mehrere Photonen abgegeben. Der Nachweis dieses besonderen Verhaltens des NV-Zentrums gelingt über eine Messung der Korrelationsfunktion nach dem Prinzip eines Hanbury Brown-Twiss-Aufbaus. Hierbei kann in einem interferometrischen Aufbau festgestellt werden, dass bei zwei Detektoren nie auf beiden Detektoren gleichzeitig die Ankunft eines Photons registriert wird.
Durch dieses Verhalten erhalten die einzelnen Photonen des NV-Zentrums in der Quanteninformationsverarbeitung ihren möglichen Nutzwert. Es kann ein quantenmechanischer Zustand je einem Photon zugeschrieben werden.

## Herstellung
Sowohl in natürlich vorkommendem als auch in synthetisch hergestelltem Diamant kommt das NV-Zentrum vor. Weiterhin ist es aber auch möglich gezielt NV-Zentren herzustellen. Eine der einfachsten Methoden in der Diamantsynthese ist das Einbringen des Stickstoffs schon während des CVD-Wachstumsprozesses. Hierbei reichert sich der Stickstoff im Diamanten an und es kommt vereinzelt zur Komplexbildung mit Fehlstellen. Genauer kontrollierbare Verfahren basieren aber auf der Bestrahlung des Diamanten mit Ionen – der Ionenimplantation. Hierbei wird ein möglichst reines Diamantsubstrat mit den gewünschten Ionen beschossen. Die Dosis kann hierbei sehr genau definiert werden und es ist möglich, mit hoher 3D-Ortsauflösung einzelne Defekte zu erzeugen. Da durch den Beschuss Bindungen im Diamanten gebrochen werden, bleiben unbesetzte Gitterplätze zurück. So können die fehlstellen-basierten Defektzentren, wie das NV-Zentrum, generiert werden. Hierbei wird ausgenutzt, dass sich beim Erhitzen des Diamanten über 600 °C nach der Ionenimplantation diese Defektzentren aus Fremdatomen und Fehlstellen zusammenfügen. Zurückzuführen ist dies auf das Wandern der Fehlstellen im Diamant als Folge der Erhitzung. Die Aktivierungsenergie für diese Diffusion wurde für das NV-Zentrum auf 2,4 eV bestimmt. Dieser Prozess kann wie folgt dargestellt werden:
{\displaystyle 2\ N^{0}+V^{0}\rightarrow [NV]^{-}+N^{+}}
Hierdurch verschiebt sich das Fermi-Niveau energetisch nach unten bis zum Energieniveau der {\displaystyle [NV]^{-}}-Zentren, sodass alle Stickstoff-Atome sich entweder in {\displaystyle N^{+}} oder {\displaystyle [NV]^{-}} umgewandelt haben.
Weitere Bestrahlung führt zu Bildung von {\displaystyle NV^{0}}-Zentren:
{\displaystyle 2\ [NV]^{-}+V^{0}\rightarrow [NV]^{0}+[NV_{2}]^{-}} und
{\displaystyle NV^{-}+2\ V^{0}\rightarrow [NV]^{0}+V_{2}^{-}}.
Die Defekte {\displaystyle [NV_{2}]^{-}}- und {\displaystyle V_{2}^{-}} wurden jedoch bisher (Stand: 1996) noch nicht experimentell beobachtet. Der lange nur theoretisch postulierte, positiv geladene [NV]⁺-Zustand konnte 2017 durch anlegen einer Spannung und der dadurch bedingten Änderung des Fermi-Niveaus erzeugt und charakterisiert werden. Mittels Positronenspektroskopie konnten 2024 auch [NV]⁺-Zentren gleichzeitig mit neutralen [NV]⁰ und negativ geladenen [NV]⁻ Zentren im Diamantgitter nachgewiesen werden. Außerdem wurde gezeigt, dass Photonen mit Energien > 1,23 eV eine Ladungsänderung von [NV]⁺-Zentren herbeiführen können, wobei sich der Ladungszustand von positiv nach neutral ändert.
Durch Ionenbestrahlung werden stabile NV-Zentren zum Beispiel durch den Beschuss eines stickstoffarmen Klasse-Ib-Diamanten mit einem Strahl des Durchmessers 0,3 μm aus 2 MeV {\displaystyle N^{+}}-Ionen realisiert. Der Diamant zeigt nach dem Beschuss vorwiegend die Phosphoreszenz des sog. GR1-Defekts. Dies ist die Emission der neutralen Fehlstelle {\displaystyle V^{0}} im Diamanten. Wird die Probe ausgeheizt, geht die GR1-Emission zurück und es zeigt sich die charakteristische Emissionen des NV-Zentrums.